# Storia dello sci
La storia dello sci è molto antica e risale a quasi cinque millenni fa.

## Storia antica
La più antica testimonianza è uno sci di legno datato 6300/5000 a.C., trovato a 1.200 km a nord-est di Mosca, nel lago Sindor
Vi sono poi alcune antiche pitture rupestri della località di Rødøy, in Norvegia, che risalgono a 3000/2500 a.C. Resti di sci sono stati rinvenuti anche nelle torbiere; tra i più antichi vi sono quelli di Hoting, in Svezia, e sono datati all'incirca al 2500 a.C.
La parola sci deriva dall'antico norvegese e, precisamente, da due vocaboli antichissimi: saa e suk, che indicavano l'attrezzo, ossia il pezzo di legno; nella lingua norvegese moderna si scrive "ski" e si pronuncia "shi", termine che oggi viene usato in quasi tutte le lingue del mondo. L'inglese e il francese usano la grafia originale "ski", e modificano la pronuncia; lingue come l'italiano la pronunciano esattamente come in norvegese modificando la grafia, "sci"; Tedesco e spagnolo hanno adattato la parola alle loro regole linguistiche: Schier e esquís. È interessante notare che molte lingue ne hanno ricavato un verbo: "sciare" in italiano, e to ski in inglese, cosa che non è possibile in norvegese; lo svedese, lingua strettamente legata al norvegese, ricorre al vocabolo skidor (pl.).
Altre fonti storiche sostengono che lo sci in Iran risale al 2000 a.C., epoca in cui pare che antiche tribù abbiano ricavato degli sci utilizzando pelli di animali. I linguisti associano la parola ski alla lingua ariana, dalla quale deriva il persiano.

### Invenzione
Gli sci possono aver avuto origine dai seguenti sei attrezzi:
- La racchetta da neve, un'asse di legno di forma ovale, rivestita successivamente di pelo di animale, per camminare sulla neve senza affondare.
- Il pattino della slitta, che potrebbe sembrare un modello scontato per gli sci, anche se è un'ipotesi poco attendibile.
- La scarpa di pelo, una via di mezzo tra il mocassino ed il sandalo, calzata insieme alle racchette da neve.
- La calzatura per camminare nelle paludi, in seguito adottata anche nelle zone nevose e tra i ghiacciai.
- La canoa o l'imbarcazione in vimini, entrambe utilizzate nelle regioni artiche fin dall'antichità. Essendo usate anche come slitte, è probabile che quelle di piccole dimensioni siano servite come sci rudimentali.

È molto improbabile, invece, che gli sci siano stati un'invenzione intenzionale. Il pelame che ricopriva gli sci permetteva di spostarsi quasi senza far rumore, impediva di scivolare e che la neve si appiccicasse, e serviva a rinforzare gli sci, spesso sottili.

### I prototipi di sci
In varie regioni, ed all'incirca nello stesso periodo, sono stati rinvenuti diversi esemplari di sci; sembra, però, che l'invenzione originaria sia da attribuire alla popolazione delle regioni montuose dell'Asia, un'ipotesi mai verificata. Concludendo, nel nord Europa e nell'Asia esistono tre diversi tipi di sci:
- Il modello della Siberia orientale, consistente in un asse sottile, talvolta rivestito di pelo animale, munito di un attacco verticale a quattro fori;
- Il modello della Siberia occidentale, provvisto di un attacco orizzontale con un foro unico, che si distingue nei tipi ugro-lappone e del centro-nord;
- Il modello della Siberia meridionale, che ha un attacco orizzontale per il puntale e si distingue nei tipi Fennoscandian e russo del Baltico.

Gli attacchi degli sci attuali si rifanno al modello Fennoscandian del XIX secolo, mentre quelli della tecnica Telemark (arresto che si esegue portando avanti lo sci esterno) e dello sci di fondo derivano dal modello ugro-lappone.

### I bastoni da sci
I bastoni da sci hanno origine da:
- Il bastone da passeggio, che serve mantenere l'equilibrio;
- Un'asta o una stanga con un cerchio intrecciato fissato sulla punta per limitarne l'affondamento; due servivano ad aumentare la velocità.

## Storia moderna dello sci
Sondre Norheim è considerato il pioniere ed il capostipite dello sci moderno, avendo egli ideato l'equipaggiamento e le tecniche sciistiche oggi conosciute e praticate. Non esiste prova che abbia inventato alcunché, tuttavia influenzò le generazioni successive. Questo particolare storico inventato si diffuse in Norvegia a partire dagli anni trenta, specialmente in riferimento ai Giochi olimpici invernali di Oslo del 1952, ma molte delle innovazioni attribuite a Norheim erano già note molto prima di lui.
Anche altri personaggi in diverse parti del mondo vantano il merito di aver inventato questo sport. Ad esempio, su una roccia del Battle Creek Park, nel Minnesota, è incisa la scritta: «Pete Dennison - Padre dello sci 1908-1988.»
Tra gli eventi che contraddistinsero lo sviluppo dello sci moderno si segnalano i seguenti:
- Nel XVII secolo il Barone di Valvasor scrisse alcuni articoli su attività sciistiche in Slovenia;
- L'utilità degli sci per scopi militari ne accelerò lo sviluppo e la diffusione. L'esercito norvegese partecipò a competizioni sciistiche dopo il 1670.
- La prima gara di sci tra civili di cui si ha notizia si svolse a Tromsø, in Norvegia, nel 1843.
- Nel 1861 venne fondato a Trysil (contea di Innlandet, Norvegia) lo Sci Club Trysilgutten.
- Nel 1850 gli sci furono utilizzati nei giacimenti auriferi della Sierra Nevada ed in seguito, nel 1856, per trasportare la posta da Carson City, in Nevada, a Placerville in California, percorrendo 150 km in quattro giorni. Gare di sci alpino (ad oltre 140 km/h) furono disputate tra le società minerarie a partire dal 1857, e raggiunsero l'apice nel 1869, in base al regolamento del Thompson Alpine Club;
- Nel 1875, a Kristiania (l'odierna Oslo), furono fondati il primo sci club e, due anni dopo, la prima scuola di sci;
- L'inglese William Cecil Slingsby, "capostipite dell'alpinismo norvegese", contribuì a ideare lo sci alpinismo dopo aver attraversato sugli sci, nel 1880, i 1.550 metri di altezza del Keiser Pass in Norvegia.
- Nel 1883 il pioniere tedesco Paulcke percorse l'altipiano svizzero del Bernina sugli sci norvegesi;
- Nel 1888 l'austriaco Max Kleinoschegg fece i primi tentativi sul monte Ruckerlberg, nei pressi di Graz;
- Sempre nel 1888, il norvegese Fridtjof Nansen attraversò da est ad ovest la Groenlandia sugli sci. Il resoconto della sua impresa intitolato Paa ski over Grønland, fu pubblicato nel 1890 in norvegese, in inglese ed anche in tedesco. Crebbe l'interesse per lo sci in Europa e negli Stati Uniti come anche in Norvegia e fu acclamato come un eroe nazionale. Da quel momento le notizie relative allo sci apparvero con regolarità e finì per diventare un passatempo ed uno sport praticato in Europa dalle classi più abbienti, mentre in diversi paesi fu adottato anche nel campo militare.
- Il primo sci club nell'Europa centrale fu fondato a Monaco, in Germania, nella stagione invernale 1890-1891.
- Nel 1891 l'albergatore austriaco Toni Schruf (in collaborazione con Max Kleinoschnegg) risalì per la prima volta in assoluto una montagna austriaca, il monte Stuhleck (1782 metri), vicino Mürzzuschlag nella regione di Semmering;
- Il tedesco Wilhelm von Arlt scalò gli oltre 3.000 metri del monte Rauris Sonnblick nel 1894;
- Nel 1886, il numismatico e alpinista Edoardo Martinori, di ritorno da una traversata in sci della Lapponia, riportò con sé il paio di sci da lui utilizzati, di cui fece dono alla sezione romana del Club alpino italiano, da lui fondata, suscitando un notevole interesse nella stampa[4][5].
- Il 1896, l'ingegnere svizzero Adolfo Kind, residente a Torino dal 1890, di ritorno da uno dei suoi viaggi in Svizzera, dove già esistevano artigiani che firmavano i propri sci, portò con sé un paio in frassino di quelli che allora si chiamavano ski, di marca Jakober, e li mostrò agli amici, che ben presto si fecero contagiare dalla sua passione e divennero in pochi anni un vero e proprio Club, di "skiatori", poi "scivolatori", infine "sciatori";
- Il 21 dicembre 1901 Adolfo Kind e compagni fondarono lo Ski Club Torino, i cui membri si riunirono nella sede del CAI (Club Alpino Italiano).
- Le prime vacanze sciistiche come evento commerciale furono organizzate ad Adelboden, Svizzera, nel 1903, da Sir Henry Lunn con la collaborazione del Public Schools Alpine Sports Club, che si occupò di prenotare il soggiorno in tutti gli alberghi. Era stata l'aristocrazia inglese a rendere celebri le vacanze invernali in Svizzera, a St. Moritz, a partire dal 1864.
- Una gara nazionale di sci si tenne a Ishpeming (Michigan) nel 1905, e comprendeva una prova di salto con gli sci da oltre 130 metri.
- L'antesignana della gara di discesa libera fu la Roberts of Kandahar Cup svoltasi a Crans-Montana (Crans-sur-Sierre) nel 1911 che prese il nome da Lord Roberts of Kandahar.
- In Gran Bretagna la prima gara di sci alpino si svolse nel 1921, organizzata da Sir Arnold Lunn per il British National Ski Championships, seguita nel 1922 dalla prima gara di slalom moderno, pure organizzata da Lunn.
- Nel 1924 in Francia, a Chamonix, si costituì la International Ski Federation.
- Il norvegese Bror With inventò il puntale leggero denominato Rottefella (lett. "trappola per topi"), che un anno dopo ebbe molto successo ai Giochi olimpici invernali di St. Moritz e, da allora, è diventato l'attacco più usato nello sci di fondo.
- Nel 1926 Emilio Freyrie inventa lo sci pieghevole presto acquistato dal Regio Esercito italiano per gli Alpini: da qui ha inizio la storia industriale della milanese Ski Freyrie, terminata nel 1980.
- Nel marzo del 1928, le specialità di sci alpino e del moderno slalom vennero riunite per la prima volta nella gara internazionale denominata Arlberg-Kandahar, organizzata a St. Anton, in Austria, da Arnold Lunn e da Hannes Schneider
- Su invito della FIS, lo Ski Club of Great Britain nel 1928 organizzò gare di discesa e di slalom, in contemporanea con la seconda olimpiade invernale di St. Moritz.
- La prima scuola di sci in una località turistica Americana fu aperta a Sugar Hill nel New Hampshire nel 1929 da Katharine Kate Peckett, insieme al marito, Sig. Buchmayer, istruttore di sci immigrato dall'Austria. Nello stesso anno, da Boston iniziarono a partire i treni per gli sciatori diretti a White Mountains (New Hampshire), località famosa da anni per il turismo estivo.
- Le gare di salto con gli sci e di sci di fondo furono gli eventi dei Giochi olimpici invernali del 1932, tenutesi a Lake Placid, New York.
- Nel 1932 Alex Foster inventò, ed eseguì, il primo traino con la fune a Shawbridge ne Quebec, usando una vecchia automobile ed una corda avvolta intorno al cerchione di una ruota. Un tentativo simile fu compiuto negli Stati Uniti nel 1934, a Woodstock nel Vermont.
- Nel 1934, in Francia apparvero i primi sci in alluminio.
- Kandahar perfezionò il primo attacco con talloniera nel 1935.
- La prima seggiovia fu costruita a Sun Valley, Idaho nel 1936.
- La terza edizione delle gare olimpiche di Garmisch del 1936, comprende il primo evento mondiale dello sci alpino: la discesa e lo slalom combinato.
- La prima teleferica fu costruita a Cannon Mountain nel 1938.
- Nel 1952 a Grossinger's, in New York, la prima neve artificiale.
- Nel 1960, Kneissl, Plymold, Sailer commercializzarono con successo gli sci in fibra di vetro.
- Scarponi da sci in sola materia sintetica furono diffusi da Lange nel 1964.
- Rottefella nel 1985 introdusse il puntale NNN (New Nordic Norm); rispetto ai precedenti era migliore, poiché la suola degli scarponi e gli attacchi si adattavano perfettamente.

Nel XIX secolo il Telemark rivoluzionò lo sci alpino, essendo il primo sci con curva accentuata che agevolava gli sciatori nella voltata.

### Salto con gli sci
Le prime gare combinate di salto con gli sci si tennero a Tromsø, Norvegia, nel 1843, mentre il 22 gennaio 1862 a Trysil ebbe luogo la prima competizione di solo salto con gli sci. In seguito, le gare annuali Husebybakken che si svolgevano ad Oslo dal 1879, a partire dal 1892 furono trasferite ad Holmenkollen, e questa località diventò la mecca del salto dal trampolino.

### I pionieri dello sci austriaco
- Matthias Zdarsky, definito il "Padre dello sci alpino", iniziò a sciare nel 1890, e modificò il modello di sci norvegese accorciandolo, e con un attacco di sua invenzione, che chiamò Lilienfelder binding. Nel 1896 pubblicò il suo primo manuale di tecniche sciistiche, tra cui: il cristiania; l'inclinatura della racchetta da sci, l'appoggio del peso verso l'interno degli sci tenendoli paralleli; la voltata. Fu anche maestro di sci e l'ideatore dello sci acrobatico. Diresse la prima gara di slalom, che si svolse a Muckenkogel, Lilienfeld, nel 1904
- Georg Bilgeri pubblicò nel 1910 il libro Alpine skiing sulle tecniche di sci norvegese e Zdarskian. Introdusse l'uso di due racchette e si concentrò sulla tecnica dello spazzaneve, la curva a spazzaneve e il cristiania in curva. Le prime scuole di sci in Tirolo adottarono proprio queste tecniche.
- Johannes Schneider nel 1910 ideò un nuovo metodo di voltata.
- Nel 1922 Hannes Schneider fondò la prima scuola di sci in Austria, a St. Anton. Nel 1926, due anni dopo la fondazione della International Skiing Association (FIS) a Chamonix, in Francia, pubblicò il libro Miracle of the Snowshoe.
- Toni Seelos negli anni trenta inventò la voltata in cui gli sci sono paralleli ed il peso del corpo è spostato.